# Bernhard Heilig
Bernhard Heilig (21. září 1902, Prostějov – 28. června 1943, Ghetto Lodž) byl německo-český historik a ekonom.

## Životopis
Bernhard Heilig vystudoval českou obchodní akademii, poté národní hospodářství na vysokých školách v Norimberku a Basileji. Poté se živil psaním o ekonomických tématech a pracoval na volné noze v Paříži a ve Vídni. Před okupací Československa spolupracoval s mnoha novinami a časopisy, mj. přispíval svými ekonomicko-historickými komentáři do sionistického časopisu Selbstwehr. Odborně se věnoval hospodářským dějinám západoevropských Židů, především rozvoji textilního průmyslu na Moravě. 21. října 1941 byl spolu se svou ženou Verou deportován do lodžského ghetta, kde pomáhal se založením statistického oddělení archivu a podílel se na vzniku kroniky lodžského ghetta. V roce 1943 onemocněl tuberkulózou a zemřel.

## Dílo
- „Aktuelles aus der Geschichte des Hauses Ehrenstamm. 1752–1852.“, in: „Zeitschrift des deutschen Vereines für die Geschichte Mährens und Schlesiens“ Brünn, Jg. 36 (1934), S. 9–28.
- „Die ersten sieben Monate in Litzmannstadt-Getto“, in: „Die Chronik des Gettos Lodz/Litzmannstadt“, 5. Bde., hrsg. von Sascha Feuchert, Erwin Leibfried und Jörg Riecke, Göttingen: Wallstein, 2007, Bd. 5: „Supplemente“, S. 9–19.
- „Zur Geschichte der Juden in Mähren.“, in: Beiblatt der „Selbstwehr“, Jg. 28 (1934) H. 46. (16. November 1934) „Blätter für die jüdische Frau“, Jg. 8, H. 14 (16. November 1934), S. 9f.
- „Literarische Anzeigen: Dr. Jan Kühndel, Vývoj olomouckých řemesklnických cechů do začátku 17. stol.“, in: „Zeitschrift des deutschen Vereines für die Geschichte Mährens und Schlesiens“ Brünn, Jg. 31 (1929), S. 168f.
- „Literarische Anzeigen. Dr. Kühndel, Právovárečné měšťanstvo v Prostějové.“, in: * „Zeitschrift des deutschen Vereines für die Geschichte Mährens und Schlesiens“ Brünn, Jg. 33 (1931), S. 174–177.
- „Eine mährische Stadt und ihr Ghetto.“, in: „Zeitschrift des deutschen Vereines für die Geschichte Mährens und Schlesiens“ Brünn, Jg. 34 (1932), S. 117–126.
- „Der sozialökonomische Rückschritt in der modernen Heimarbeit. Auf Grund von Erhebungen im Konfektionszentrum Prossnitz. Inaugural-Dissertation zur Erlangung der Würde eines Doktors der Staatswissenschaften vorgelegt der philologisch-historischen Abteilung der philosophischen Fakultät der Universität Basel.“ [Phil. Diss. masch.], Prag, 1936.
- „Urkundliches zur Wirtschaftsgeschichte der Juden in Prossnitz“, Brünn: Jüdischer Buch- und Kunstverlag, 1929.
- „Die Vorläufer der mährischen Konfektionsindustrie in ihrem Kampf mit den Zünften.“, in: „Jahrbuch der Gesellschaft für Geschichte der Juden in der Čechoslovakischen Republik“ Prag, Jg. 1 (1929), S. 307–448.
- „Die Vorläufer der mährischen Konfektionsindustrie.“, in: „Zeitschrift des deutschen Vereines für die Geschichte Mährens und Schlesiens“ Brünn, Jg. 33 (1931), S. 177–178.
- „Ziele und Wege einer Wirtschaftsgeschichte der Juden in der Tschechoslowakischen Republik. Eine kritisch-programmatische Untersuchung von Dr. Bernhard Heilig.“, in: „Jahrbuch der Gesellschaft für Geschichte der Juden in der Čechoslovakischen Republik“ Prag, Jg. 4 (1932), S. 7–62.
- „Zur Entstehung der Proßnitzer Konfektionsindustrie. Mit 1 Karte.“, in: „Zeitschrift des deutschen Vereines für die Geschichte Mährens und Schlesiens“ Brünn, Jg. 31 (1929), S. 14–35.